# ثلاثي فلوريد البلوتونيوم
ثلاثي فلوريد البلوتونيوم، هو مركب كيميائي من مركبات البلوتونيوم والفلور، صيغته الكيميائية PuF3. يشكل كريستالات بنفسجية. تركيبته تشابه تركيبة ثلاثي فلوريد الليثيوم (LaF3) حيث يكون التنسيق حول ذرات البلوتونيوم معقّداً وعادة ما يوصف بأنه موشوري بلوري سداسي.

## التفاعلات
تم التحقق من طريقة ترسيب فلوريد البلوتونيوم الثلاثي كبديل لطريقة بيروكسيد البلوتونيوم النموذجية لاستعادة البلوتونيوم من المحلول، كما في منشآت إعادة المعالجة الذرية.
خلُصت دراسة أجريت عام 1957 في مختبر لوس ألاموس الوطني إلى أن الاستعادة في هذه الطريقة أقل فعالية من الطريقة التقليدية، في حين وجدت دراسة أحدث موّلها مكتب المعلومات العلمية والتقنية في الولايات المتحدة أنها إحدى الطرق الأكثر فعالية.
يمكن استخدام فلوريد البلوتونيوم الثلاثي لتصينع سبائك بلوتونيوم-غاليوم بدلاً من معالجة البلوتونيوم المعدني الصعبة.